# Carter-Finley Stadium
O Carter-Finley Stadium é um estádio localizado em Raleigh, Carolina do Norte, Estados Unidos, possui capacidade total para 57.583 pessoas, é a casa do time de futebol americano universitário NC State Wolfpack da Universidade Estadual da Carolina do Norte. O estádio foi inaugurado em 1964, o nome é em homenagem a Harry C. & Wilbert J. "Nick" Carter e Albert E. Finley, ambos graduados na universidade.